# Ch'ol
I ch'ol sono una popolazione di origine maya che vive nello stato messicano del Chiapas. Parlano la lingua ch'ol. Le nove popolazioni indigene del Chiapas sono di origine maya o azteca, l'attuale divisione etnica viene fatta in funzione della lingua parlata. Gli appartenenti alle nove etnie del Chiapas sono quasi un milione e come prima lingua hanno la loro tradizionale.
Attualmente il popolo ch'ol vive prevalentemente in una zona autorganizzata in comuni autonomi dall'Esercito Zapatista di Liberazione Nazionale (EZLN). Molti abitanti del popolo sono soggetti a violazioni dei diritti umani e sono incarcerati nelle carceri messicane come prigionieri politici accusati di far parte dell'EZLN, di fiancheggiarlo o di reati comuni, spesso non commessi, legati alla presenza dei comuni autonomi. 
I comuni autonomi hanno spesso il nome di una città del Chiapas con il suffisso Nuevo. Uno dei comuni autonomi con forte presenza di ch'ol è Nuevo San Rafael
Al censimento del 2000 i ch'ol erano circa 140.000 e rappresentavano circa il 17% della popolazione indigena del Chiapas. I ch'ol, o choles, chiamano se stessi Winik che in lingua maya significa uomo.